# Safeway Open
De Safeway Open is een jaarlijks golftoernooi in de Verenigde Staten, dat deel uitmaakt van de Amerikaanse PGA Tour. Het toernooi werd opgericht in 2007 als Fry's Electronics Open, dat een jaar later vernoemd werd tot Fry's Open, en vindt sinds 2014 plaats op de Silverado Country Club in Napa, Californië. Vanaf 2016 gaat het toernooi verder onder de naam Safeway Open. 
Van 2007 tot en met 2009 vond het toernooi plaats op de Grayhawk Golf Club, in Scottsdale, Arizona. Vanaf 2010 tot en met 2013 werd het toernooi telkens gespeeld op de CordeValle Golf Club om sinds 2014 gespeeld te worden op de Silverado Country Club. Dit toernooi maakte van 2007 tot en met 2012 ook deel uit van de PGA Tour Fall Series, dat in 2012 opgeheven werd.

## Winnaars
| Seizoen                | Golfbaan               | Winnaar                | Score                  | Score                  | Info                                                        |
| Fry's Electronics Open | Fry's Electronics Open | Fry's Electronics Open | Fry's Electronics Open | Fry's Electronics Open | Fry's Electronics Open                                      |
| ---------------------- | ---------------------- | ---------------------- | ---------------------- | ---------------------- | ----------------------------------------------------------- |
| 2007                   | Grayhawk Golf Club     | Mike Weir              | 266                    | –14                    |                                                             |
| Frys.com Open          |                        |                        |                        |                        |                                                             |
| 2008                   | Grayhawk Golf Club     | Cameron Beckman po     | 262                    | –18                    | Beckman won de play-off van Kevin Sutherland                |
| 2009                   | Grayhawk Golf Club     | Troy Matteson po       | 262                    | –18                    | Matteson won de play-off van Rickie Fowler & Jamie Lovemark |
| 2010                   | CordeValle Golf Club   | Rocco Mediate          | 269                    | –15                    |                                                             |
| 2011                   | CordeValle Golf Club   | Bryce Molder po        | 267                    | –17                    | Molder won de play-off van Briny Baird                      |
| 2012                   | CordeValle Golf Club   | Jonas Blixt            | 268                    | –16                    |                                                             |
| 2013-2014              | CordeValle Golf Club   | Jimmy Walker           | 267                    | –17                    |                                                             |
| 2014-2015              | Silverado Country Club | Sang-Moon Bae          | 273                    | –15                    |                                                             |
| 2015-2016              | Silverado Country Club | Emiliano Grillo po     | 273                    | –15                    | Grillo won de play-off van Kevin Na                         |
| Safeway Open           |                        |                        |                        |                        |                                                             |
| 2016-2017              | Silverado Country Club | Brendan Steele         | 270                    | –18                    |                                                             |
| 2017-2018              | Silverado Country Club | Brendan Steele         | 273                    | –15                    |                                                             |
| 2018-2019              | Silverado Country Club | Kevin Tway             | 274                    | –14                    |                                                             |
| 2019-2020              | Silverado Country Club | Cameron Champ          | 271                    | –17                    |                                                             |
| 2020-2021              | Silverado Country Club | Stewart Cink           | 267                    | –21                    |                                                             |

| Toernooirecord | po: play-off |